# Katastrofa autobusu w Samarskoje
Katastrofa autobusu w Samarskoje – katastrofa drogowa, która miała miejsce 24 lipca 2009 w miejscowości Samarskoje, około 40 km na południowy wschód od Rostowa nad Donem. W jej wyniku zginęło 25 osób, a 37 zostało rannych.
Rejsowy autokar marki Ikarus czołowo zderzył się z samochodem-cysterną marki Kamaz, która była pusta. Autobus kursował na trasie Rostów nad Donem-Krasnodar. Przedstawiciel ministerstwa ds. sytuacji nadzwyczajnych, powiedział, że "z autokaru pozostał jedynie stos metalu". Na miejscu przez kilka godzin trwała akcja ratownicza.
2 ofiary śmiertelne to dzieci. Zginęli także obaj kierowcy. Rannych w zderzeniu zostało 40 osób. 21 trafiło do szpitali, stan 9 z nich był bardzo ciężki.